# Hana Moataz
Hana Moataz (arabisch هنا معتز, DMG Hanā Muʿtazz; * 21. März 2000 in Kairo) ist eine ägyptische Squashspielerin.

## Karriere
Hana Moataz spielte erstmals 2015 auf der PSA World Tour und gewann auf dieser bislang sechs Titel. Ihre beste Platzierung in der Weltrangliste erreichte sie mit Rang 27 am 29. Juli 2024. 2020 gab sie bei den Windy City Open ihr Debüt bei einem Turnier der Kategorie PSA World Tour Platinum.
Sie studierte von 2018 bis 2022 an der Harvard University, für die sie auch im College Squash aktiv war.

## Erfolge
- Gewonnene PSA-Titel: 6